# Catherine Tourette-Turgis
Pour les articles homonymes, voir Turgis.
Catherine Tourette-Turgis est une enseignante-chercheuse française née le 9 juin 1953 à Paris. Impliquée dans l'éducation thérapeutique des malades, elle a fondé en 2009 l'Université des patients, qui forme et diplôme des « patients-experts » atteints de maladies chroniques. 
Professeure en sciences de l'éducation, elle dirige le master d'éducation thérapeutique à Sorbonne Université, et est également chercheuse au Conservatoire national des arts et métiers (CNAM),.

## Biographie
Née le 9 juin 1953 à Paris d'une mère célibataire, Catherine Tourette-Turgis est placée à l'âge de 3 mois dans une famille d'accueil en Normandie. À l'âge de 5 ans, elle est récupérée par sa mère, et vit alors dans une famille qu'elle qualifie de « dysfonctionnelle », auprès de laquelle elle fera plus tard son coming-out,. À partir de la fin des années 1960, elle se met à militer pour les droits des femmes (en faveur de l'avortement et de la contraception notamment) et des personnes homosexuelles,. 
Elle fait ses études à l'Université de Caen, où elle obtient une licence de philosophie (1976), puis une licence en sciences de l'éducation et en sociologie (1978). Elle passe ensuite par l'Université Paris-VIII, où elle obtient un DEA (1979) ainsi qu'un doctorat (1981) en « psychanalyse et éducation » (sciences de l'éducation), avec pour directeur de thèse Jacques Ardoino. 
Au début des années 1980, elle commence sa carrière universitaire en tant qu'enseignante-chercheuse en sciences humaines et sociales, et deviendra notamment maîtresse de conférences en sciences de l'éducation à l'Université de Rouen (1988-2010),. 
En 1984, elle s'engage dans la lutte contre le sida,, et milite auprès de l'association AIDES à partir de 1986. En 1996, elle part à San Francisco (où elle vivra par la suite une dizaine d'années) où elle milite auprès d'ACT UP et apprend aux malades à se reconstruire grâce au counseling lors de l'arrivée des trithérapies. Lors de son séjour aux États-Unis, elle devient également enseignante-chercheuse à l'Université de Californie à Berkeley (1996-1997) ainsi qu'à l'Université de Californie à Santa Cruz (1998-2001).
Durant ces années, elle réalise l'importance de l'expertise des malades du sida sur leur propre pathologie, et est sensibilisée au concept de « démocratie sanitaire », remarquant que : « les premières personnes touchées par le virus se sont photographiées pour reconnaître les symptômes et documenter l’évolution de la maladie. [Elles] ont ainsi été capables de conseiller, à la fois sur le dépistage et la prévention, des autorités alors complètement dépassées par les événements ». Elle s'engage ensuite à l'international contre le sida : avec la Croix-Rouge au Burkina Faso, puis avec le Sidaction au Burundi, au Togo (construction de dispensaires pour donner accès gratuitement aux antirétroviraux) ainsi qu'en Haïti, où elle forme les premiers « patients-experts » (terme ayant émergé pour la première fois en 1987). 
De retour en France en 2005/2006, elle organise des ateliers « estime de soi » à l’hôpital Saint-Antoine ainsi qu'à l’hôpital européen Georges-Pompidou (Paris). En 2009, alors qu'elle dirige un DU et un master en éducation thérapeutique à l'Université Pierre-et-Marie-Curie (aujourd'hui Sorbonne Université), elle décide d'inclure 30 % de patients atteints de maladies chroniques dans ses formations : c'est ainsi qu'est fondée l'Université des patients, dont le but est de former et de diplômer des « patients-experts ». En 2013, elle obtient une habilitation à diriger des recherches.

## Distinctions
- Chevalier de la Légion d'honneur (2017)[8]